# Marc Trasolini
Marc Christian Trasolini, né le 21 juin 1990 à Vancouver en Colombie-Britannique, est un joueur canadien de basket-ball.